# つる切り
つる切り（蔓切り、つるきり）とは、林業で行われる保育作業の一つ。ナタで植栽した木などにからみつく、つる性植物を切断、物理的に枯殺、除去する作業。

## 概要
つる性植物の成長メカニズム、種類等は「つる植物」を参照
植栽直後の人工林や萌芽更新を広葉樹林などでは、上空が開けているために多様な植物が繁茂する。その中でも主林木の生育に障害となるものがクズ、フジなどに代表されるつる性の植物であり、周囲の樹木に巻き付くことで立ち上がり上方で茂ることで光合成を阻害して成長を妨げ、機械的に幹を変形させ通水障害などで枯死に至らしめる。
これらつる植物が森林全体において繁茂すると高木性の樹木の生育が絶望的な環境となる。こうしたつる性植物を切断、除去することがつる切りであり、下刈りが終わった後にうっ閉するまでの間、1 - 2年程度の間隔で行う。主林木が成長してからも状況に応じて繰り返す必要があるが、林冠が閉鎖した後のつる性植物はイワガラミ、ゴトウヅル、テイカカズラなど比較的成長が遅いものが中心であり、数年間手入れが遅れても致命的なものにはならないことが通常である。作業は機械や除草剤等に頼ることができず人力による。